# Mazgani
Shahryar Mazgani (Irão, 1974), é um escritor de canções, cantor e guitarrista, natural do Irão, mas radicado em Portugal, desde a Revolução Iraniana de 1979. A sua família veio para Portugal como refugiada, porque eram bahá'ís que eram perseguidos pelo novo regime fundamentalista de Ruhollah Khomeini.
Em 2005, Mazgani foi considerado pela revista Francesa "Les Inrockuptibles" como um dos melhores 20 novos artistas Europeus, ainda antes da edição do seu primeiro álbum. O seu  álbum de estreia  Song of the New Heart editado em 2007, contém 13 temas. Um deles, Somewhere Beneath This Sky, ganhou o terceiro prémio do International Songwriting Competition de Nashville, categoria "AAA". O júri era composto Tom Waits, Robert Smith, e outros notáveis da música alternativa.
Em 2009, Mazgani editou um novo EP, Tell the People, produzido com Pedro Gonçalves (Dead Combo), seguido em 2010 pelo seu segundo LP Song of Distance.
Também em 2010, compôs a música da peça "O Sr. Puntila e o seu criado Matti" de Bertolt Brecht, adaptação portuguesa de João Lourenço para o Teatro Aberto, da peça original de Brecht intitulada Mr. Puntila and his man Matti.
Em Abril de 2013 foi lançado o seu novo disco, Common Ground, produzido por John Parish - com a colaboração de Mick Harvey (Nick Cave & The Bad Seeds), integralmente gravado e misturado em Bristol (Inglaterra).
Lifeboat é o nome do novo trabalho discográfico do cantor, editado a 13 de Abril de 2015 e inclui reinterpretações de temas de PJ Harvey, Elvis Presley, Cole Porter, Lee Hazelwood, entre outros.

## Membros acompanhantes(2015)
- Shahryar Mazgani (vocalista e  guitarra elétrica).
- Sérgio Sousa (guitarra eléctrica e Laps teel)
- Victor Coimbra (baixo)
- Isaac Achega (bateria)
- João Jomes (teclados)

## Discografia

### Álbuns
- Song of the New Heart (2007)
- Song of Distance (2010)
- Common Ground (2013)
- Lifeboat (2015)
- The Poet's Death (2017)

### EP's
- Tell the People (2009, Portugal)
- Ladies and Gentlemen, Introducing... Mazgani (2009, ed. internacional de Tell the People)